# Aeropuerto K50
El aeropuerto K50, también conocido como  Aeropuerto Km Nº 50, es un aeropuerto comercial en la región de Shabeellaha Hoose, al sur de Somalia.

## Resumen
Su nombre se deriva de su ubicación, a unos 50 kilómetros al oeste de la Mogadiscio. A finales de la década de 2000, el Aeropuerto K50 se desempeñó como el principal aeropuerto de Mogadiscio, mientras que el Aeropuerto Internacional Aden Adde cerró brevemente durante la Guerra Civil Somalí.

## Facilidades
Cuenta con una pista designada 04 / 22 con un compactado de arena de medición de superficie de 2400 metros.

## Aerolíneas y destinos
| Aerolíneas                                        | Destinos             |
| ------------------------------------------------- | -------------------- |
| Servicio Humanitario Aéreo de las Naciones Unidas | Addis Abeba, Nairobi |

- Datos: Q8214504